# Vidayanes
Vidayanes – gmina w Hiszpanii, w prowincji Zamora, w Kastylii i León, o powierzchni 12,49 km². W 2011 roku gmina liczyła 97 mieszkańców.